# Главнокомандующий объединёнными силами в Европе
Главнокомандующий объединёнными силами в Европе (англ. The Supreme Allied Commander Europe, SACEUR) — высшая офицерская должность в НАТО.
Действующим Главнокомандующим объединёнными силами в Европе является генерал ВВС США Алекс Гринкевич — с 4 июля 2025 года.
Штаб-квартира Главнокомандующего находится в Касто, недалеко от города Монс в Бельгии.

## Функции и обязанности
Главнокомандующий является одним из двух стратегических руководителей НАТО, после генерального секретаря, занимая должности командира Верховного главнокомандования Объединённых вооружённых сил НАТО в Европе и Объединённого командования операциями. Главнокомандующий несёт ответственность перед Военным комитетом НАТО — высшим органом военной власти альянса, состоящим из представителей начальников генеральных штабов стран-членов НАТО. Главнокомандующий даёт рекомендации политическим и военным властям НАТО по разным вопросам, которые могут повлиять на его способности выполнять свои обязанности, также имея возможность консультироваться с соответствующими национальными органами, также обязуясь совершать официальные визиты в государства-члены НАТО, страны, в которых проводятся операции НАТО или с которыми НАТО развивает диалог, сотрудничество и партнёрство. Главнокомандующий может вести общественную деятельность, поддерживая регулярные контакты с прессой и СМИ.
Главнокомандующий отвечает за общее руководство, управление и проведение военных операций НАТО в целом, осуществляя необходимую военное планирование операций, в том числе определение сил, необходимых для миссии и набор этих силы из стран НАТО по санкции Североатлантического совета и по указанию Военного комитета НАТО. В случае агрессии против государства-члена НАТО, Главнокомандующий несёт ответственность за выполнение всех военных мер в пределах своих возможностей и полномочий для сохранения или восстановления безопасности на территории альянса. В другие задачи, опадающие под ответственность Главнокомандующего входят:
- способствование стабильности во всем Евроатлантическом регионе[англ.] путём разработки и участия в военных контактах и других видах сотрудничества и учениях, проводимых в рамках Партнёрства ради мира и отношений НАТО с Россией, Украиной и странами Средиземноморского диалога;
- проведение анализа на стратегическом уровне для выявления недостатков функциональных способностей и определения приоритетов;
- управление ресурсами, выделенными НАТО для операций и учений;
- подготовка, разработка и проведение обучающих программ и упражнений вместе с Объединённым трансформационным командованием для военного штаба, сил стран НАТО и государств-партнёров[1].

## Особенности назначения и пребывания в должности
Кандидатура на пост Главнокомандующего назначается президентом США, подтверждается большинством голосов в Сенате Конгресса США и утверждается Североатлантическим советом НАТО. Так как генеральный секретарь НАТО является европейцем, на пост Главнокомандующего традиционно назначается американский военный в ранге генерала или адмирала и выше с двойным статусом в качестве командующего Европейского командования вооружённых сил США. Срок пребывания в должности Главнокомандующего не ограничен, однако варьируется от одного до восьми лет.

## История
Первым Главнокомандующим объединёнными силами в Европе стал Генерал армии США Дуайт Эйзенхауэр, назначенный на этот пост президентом США Гарри Трумэном и вступивший в должность 2 апреля 1951 года. Эйзенхауэр считал, что денежный вклад государства-члена НАТО в коллективную оборону Европы должен определяться возможностями страны, выступая в целом за увеличение количества солдат и против размещения больших и тяжёлых танков. Он считал свой руководство уникальным, так как впервые в истории многонациональная армия была создана «для сохранения мира, а не ведения войны». Он ушёл в отставку с этого поста и с военной службы, потому что выставил свою кандидатуру на президентских выборах в США 1952 года от Республиканской партии.
30 мая 1952 года в должность Главнокомандующего вступил генерал Мэтью Риджуэй, назначенный президентом Трумэном. Фактически с нуля построив скоординированную командную структуру НАТО, Риджуэй курировал расширение сил и средств, а также улучшение подготовки и стандартизации, в то время как его склонность к правде не всегда была политически мудрой, в частности он расстроил европейских военных тем, что окружил себя исключительно американскими офицерами, из-за чего во многом и был отправлен в отставку. После этого Риджуэй был отозван в США, где в августе 1953 года занял должность Начальника Штаба Армии США, однако ушёл с неё в июне 1955 года из-за постоянных разногласий с администрацией Эйзенхауэра по бюджету, чрезмерно зависящему от ядерного оружия.
11 июля 1953 года должность Главнокомандующего занял генерал Альфред Грюнтер, назначенный новоизбранным президентом США Эйзенхауэром. На этом посту, Груентхлер сыграл ведущую роль в увеличении количества ядерного оружия на территории Европы для сдерживания СССР, попутно занимаясь дипломатической работой, добиваясь своих целей методами убеждения, благодаря чему первый генеральный секретарь НАТО Гастингс Исмей назвал его великим солдатом и государственным деятелем.
20 ноября 1956 года Главнокомандующим стал Лорис Норстад — первый генерал от ВВС США на этом посту, назначенный Эйзенхауэром. Несмотря на то, что Лорис был известен как протеже Эйзенхауэра, новоизбранный президент Джон Кеннеди оставил Норстада на этой должности, во многом из-за личного уважения к нему за качественное руководство объединёнными силами во время Берлинского кризиса 1961 года. В 1962 году Норстад объявил о намерении уйти в отставку с данного поста и с военной службы, после чего в условиях обострившейся международной ситуации, 1 ноября того же года, назначенный Кеннеди генерал Лиман Лемницер принял на себя Европейское командование США, а 1 января 1963 года — Командование ОВС НАТО. На этих должностях он помог внедрить новую военную доктрину, известную как «гибкое реагирование» — политику, направленная на сокращение зависимости НАТО от ядерного оружия за счёт увеличения сдерживания обычных сил, причём на долю Лемницера выпал выход Франции под руководством президента Шарля де Голля из НАТО в 1966 году и вторжение сил Варшавского договора в Чехословакию в 1968 году.
1 июля 1969 года Эндрю Гудпастер вступил в должность Главнокомандующего, будучи назначенным президентом Ричардом Никсоном. Гудпастер принял командование в критический момент в истории НАТО, так как в США начали рассматривать возможность пересмотра своей роли в регионе, однако он говорил, что серьёзное или внезапное сокращение американского контингента может уничтожить альянса, так как наращивание сил СССР «превосходит все, что мир ранее видел». В 1973 году Сенат США принял решение уменьшить размер вооружённых сил за рубежом на 40 процентов в течение трех лет, чему воспротивился Гудпастер, находясь под таким же давлением со стороны Белого дома. В следующем году Никсон отправил его в отставку, и Гудпастер, восприняв это решение со злостью, отказался присутствовать на инаугурации преемника, уйдя в отставку с военной службы.
15 декабря 1974 года Главнокомандующим стал Александр Хейг — бывший глава администрации президента США и фигурант Уотергейтского скандала, назначенный новоизбранным президентом США Джеральдом Фордом (ранее, в 1972 году Никсон присвоил двухзведочному генерал-майору Хейгу звание четырёхзвездочного генерала в обход более 240 высокопоставленных офицеров с гораздо большим стажем). Поначалу Хейг получил холодный приём в Европе, в частности министр иностранных дел Нидерландов Макс ван дер Стул назвал его стихийным бедствием для НАТО, в то же время он попал под критику за случайное раскрытие информации о консультациях с правительством Западной Германии о размещении американских бригад на севере страны, а также за выступления против еврокоммунизма и характеристику участия коммунистов в правительстве Италии как неприемлемого. Тем не менее, он постепенно смягчил свою риторику, сосредоточившись на более узких военных вопросах, в частности закрепив увеличение военных расходов НАТО на 3 % в год для противостояния советскому блоку, вследствие чего его популярность в Европе повысилась. В последние дни администрации Форда срок полномочий Хейга был продлен ещё на два года, а затем он столкнулся с избранным президентом Джимми Картером по вопросу о развертывании нейтронной бомбы в Европе. Конфликт затих, но Хейга не допустили на некоторые этапы переговоров об ограничении стратегических вооружений. 25 июня 1979 года в Касто у Монса, под мостом, на котором ехал кортеж Хейга, взорвалась бомба с дистанционным детонатором — его машину подняло в воздух, но пострадали только три его телохранителя в следующем автомобиле (хотя никто не взял на себя ответственность за покушение, власти обвинили в этом Фракцию Красной Армии, и в 1993 году суд Франкфурта приговорил бывшего члена этой организации Рольфа Клеменса Вагнера к пожизненному заключению). 3 января того же года Хейг объявил о своей отставке, затем уволился из армии из-за разногласий с Картером по вопросу отношения к СССР и во время захвата американских заложников в Иране, и в 1981 году назначен новоизбранным президентом Рональдом Рейганом на пост государственного секретаря, продержавшись из-за конфликта с другими членами кабинета только до 1982 года.
1 июля 1979 года к исполнению обязанностей Главнокомандующего приступил Бернард Роджерс, назначенный президентом Картером. Продержавшись дольше всех на посту Главнокомандующего — четыре срока по два года, что составило восемь лет, Роджерс «рассматривался как наиболее эффективный начальник НАТО со времён первого, Дуайта Эйзенхауэра». Неоднократно призывая к соблюдению боевой готовности готовности перед лицом того, что он видел, как мощную советскую угрозу, Роджерс укрепил присутствие альянса в Европе, создав мобильные подразделения, которые стали основой военной программы быстрого реагирования. В то же время, Роджерс разрешил спор между Турцией и Грецией, порученный ему генеральным секретарём НАТО Йозефом Лунсом, в результате чего первое государство повторно вступило в НАТО. Когда в 1987 году президент Рейган подписал договор о ликвидации ракет средней дальности в Европе, Роджерс назвал соглашение «глупым», после чего государственный секретарь Джордж Шульц отметил, что поведение генерала является «выходом из линии». В связи с этим, в том же году Роджерс ушёл в отставку с должности и с военной службы.
26 июня 1987 года Главнокомандующим стал Джон Гэлвин, назначенный Рейганом. До падения Берлинской стены, в 1989 году в Германии начали рассматривать возможность сокращения численности вооружённых сил на 22 процента, а в Канаде — вопрос о выводе подразделений из Европы, вследствие чего Гэлвин отметил, что из-за этих односторонних намерений альянс потерял около 10 процентов военного потенциала, в которые вошли ликвидация 50 американских баз и сокращение количества военнослужащих, инициированные в 1990 году новоизбранным президентом Джорджем Бушем-младшим. В 1990 году премьер-министр Италии Джулио Андреотти рассказал о том, что НАТО с 1956 года стоит за финансированием и вооружением членов антикоммунистических организации в рамках операции «Гладио» для противодействия возможному вторжению СССР и его союзников по Варшавскому договору в Европу, однако со стороны официальных лиц НАТО и самого Гэлвина никакой реакции не последовало. Внеся свой вклад в окончание холодной войны, в 1992 году Гэлвин ушёл с должности и с военной службы.
2 июля 2009 года Джеймс Ставридис стал первым адмиралом Военно-морских сил США на посту Главнокомандующего.

## Главнокомандующие объединёнными силами в Европе (с 2 апреля 1951 года)
| №  | Имя (годы жизни)              | Портрет | Звание        | Род войск                 | Срок полномочий | Срок полномочий |
| №  | Имя (годы жизни)              | Портрет | Звание        | Род войск                 | Вступил         | Покинул         |
| -- | ----------------------------- | ------- | ------------- | ------------------------- | --------------- | --------------- |
| 1  | Дуайт Эйзенхауэр 1890—1969    |         | Генерал армии | Армия США                 | 2 апреля 1951   | 30 мая 1952     |
| 2  | Мэтью Риджуэй 1895—1993       |         | Генерал       | Армия США                 | 30 мая 1952     | 11 июля 1953    |
| 3  | Альфред Грюнтер 1899—1983     |         | Генерал       | Армия США                 | 11 июля 1953    | 20 ноября 1956  |
| 4  | Лорис Норстад 1907—1988       |         | Генерал       | Военно-воздушные силы США | 20 ноября 1956  | 1 января 1963   |
| 5  | Лиман Лемницер 1899—1988      |         | Генерал       | Армия США                 | 1 января 1963   | 1 июля 1969     |
| 6  | Эндрю Гудпастер 1915—2005     |         | Генерал       | Армия США                 | 1 июля 1969     | 15 декабря 1974 |
| 7  | Александр Хейг 1924—2010      |         | Генерал       | Армия США                 | 15 декабря 1974 | 1 июля 1979     |
| 8  | Бернард Роджерс 1921—2008     |         | Генерал       | Армия США                 | 1 июля 1979     | 26 июня 1987    |
| 9  | Джон Гэлвин род. в 1929       |         | Генерал       | Армия США                 | 26 июня 1987    | 23 июня 1992    |
| 10 | Джон Шаликашвили 1939—2011    |         | Генерал       | Армия США                 | 23 июня 1992    | 22 октября 1993 |
| 11 | Джордж Джулван род. в 1939    |         | Генерал       | Армия США                 | 22 октября 1993 | 11 июля 1997    |
| 12 | Уэсли Кларк род. в 1944       |         | Генерал       | Армия США                 | 11 июля 1997    | 3 мая 2000      |
| 13 | Джозеф Ралстон род. в 1943    |         | Генерал       | Военно-воздушные силы США | 3 мая 2000      | 17 января 2003  |
| 14 | Джеймс Джонс род. в 1943      |         | Генерал       | Корпус морской пехоты США | 17 января 2003  | 7 декабря 2006  |
| 15 | Банц Крэддок род. в 1949      |         | Генерал       | Армия США                 | 7 декабря 2006  | 2 июля 2009     |
| 16 | Джеймс Ставридис род. в 1955  |         | Адмирал       | Военно-морские силы США   | 2 июля 2009     | 13 мая 2013     |
| 17 | Филип Бридлав род. в 1955     |         | Генерал       | Военно-воздушные силы США | 13 мая 2013     | 4 мая 2016      |
| 18 | Кёртис Скапаротти род. в 1956 |         | Генерал       | Армия США                 | 4 мая 2016      | 3 мая 2019      |
| 19 | Тод Уолтерс род. в 1960       |         | Генерал       | Военно-воздушные силы США | 3 мая 2019      | 4 июля 2022     |
| 20 | Кристофер Каволи род. в 1964  |         | Генерал       | Армия США                 | 4 июля 2022     | 4 июля 2025     |
| 21 | Алекс Гринкевич род. в 1971   |         | Генерал       | Военно-воздушные силы США | 4 июля 2025     | н.в.            |